# Parafia Krzyża Świętego w Przytułach
Parafia pw. Krzyża Świętego w Przytułach – rzymskokatolicka parafia należąca do dekanat Jedwabne, diecezji łomżyńskiej, metropolii białostockiej. Parafię prowadzą księża diecezjalni.

## Miejsca święte
Kościół parafialny
Budowę obecnego kościoła rozpoczął ks. Stanisław Skrodzki w roku 1950, a ukończył ks. Lucjan Steć w 1960 roku. Świątynia jest w stylu nowoczesnym z łamanego kamienia polnego i cegły, trójnawowa o wymiarach: długość 45 m, szerokość 15 m, wysokość do sklepienia 13 m, wieża 30 m.
Dawniej posiadane lub użytkowane przez parafię świątynie
W historii parafii istniało kilka kościołów:
- Pierwszy - pw. Świętego Krzyża, wybudowano przed 1436 rokiem. Był to drewniany budynek, który spłonął w czasie wojen szwedzkich.
- W 1656 roku wybudowano kolejny drewniany kościół, który przetrwał ponad 100 lat.
- W 1770 roku rozebrano stary kościół i rozpoczęto budowę nowego, również drewnianego na murowanym fundamencie. Świątynia zbudowana była z drzewa kostkowego czyli bali, jej wymiary wynosiły: długość 36 łokci (ok. 18 m) i szerokość 20 łokci (ok. 10 m). Kościół miał trzy nawy, które oświetlało 10 dużych okien i 4 małe. Oprócz głównego ołtarza były jeszcze boczne. Dach kościoła pokryty był gontem. W 1880 roku dobudowano wieże. Kościół ten przetrwał do II wojny światowej. W 1941 roku spłonął w czasie wycofywania się wojsk rosyjskich.
- Po spaleniu kościoła nabożeństwa początkowo odprawiano w kaplicy cmentarnej, a następnie urządzono tymczasową kaplicę w budynku gospodarczym, która służyła celom kultowym, aż do wybudowania nowej świątyni.

Cmentarze
Z kościołem sąsiaduje cmentarz grzebalny, na którym stoi murowana kaplica, zaś przed kościołem stoi żelazny krzyż na granitowym cokole zbudowany w 1891 r.

## Duszpasterze
Proboszczowie w latach 1933 - 2021
- ks. Stanisław Skrodzki (1933-1954)
- ks. Lucjan Steć (1954-1961)
- ks. Józef Biniewski (1961-1970)
- ks. Grzegorz Franciszek Miklaszewski (1970-1983)
- ks. Tadeusz Żur (1983-2002)
- ks. Andrzej Chilicki (2002-2010)
- ks. Krzysztof Dylewski (2010-2017)
- ks. Tadeusz Golon (2017-)

## Obszar parafii
W granicach parafii znajdują się miejscowości:

- Borawskie,
- Chrzanowo,
- Doliwy,
- Kubra-Przebudówka,
- Mieczki,
- Mroczki,
- Nowa Kubra,
- Obrytki,
- Przytuły,
- Przytuły-Kolonia,
- Przytuły-Las,
- Stara Kubra,
- Supy,
- Wagi,
- Wypychy.